# PfSense
pfSense là phần mềm định tuyến/tường lửa mã nguồn mở miễn phí dành cho máy tính dựa trên hệ điều hành FreeBSD được phát triển bởi Netgate.
pfSense có thể được cài đặt trên máy tính vật lý hoặc máy ảo để xây dựng một hệ thống định tuyến/tường lửa cho mạng. Nó có thể được cấu hình hoặc nâng cấp thông qua giao diện web, và không đòi hỏi kiến thức chuyên sâu về hệ điều hành FreeBSD để quản trị.

## Lịch sử
Dự án pfSense được khởi động vào năm 2004 như một phần của dự án m0n0wall được triển khai bởi Chris Buechler và Scott Ullrich, phiên bản đầu tiên ra mắt vào năm 2006.  Tên của phần mềm được lấy từ cụm từ packet-filtering, PF.
Ngày 15 tháng 5 năm 2019, phiên bản 2.4.4-RELEASE-p3 dựa trên FreeBSD 11.2-RELEASE-p10 được ra mắt.
Ngày 18 tháng 3 năm 2019, phiên bản thử nghiệm 2.5.0 Development dựa trên FreeBSD 12.0 được ra mắt. Bản thử nghiệm này hỗ trợ OpenSSL 1.1.1a, driver mới; cải tiến để hỗ trợ kiến trúc ARM, pf, carp, UFS, ZFS, Amazon EC2, NTP, và sửa nhiều lỗi khác. Phiên bản 2.5.0 sử dụng PHP 7.3 và Python phiên bản 3.6. Tuy nhiên đây vẫn là phiên bản đang trong quá trình phát triển, thử nghiệm, được khuyến cáo không nên sử dụng chính thức.
Vào tháng 11 năm 2017, Tổ chức Sở hữu Trí tuệ Thế giới phát hiện ra Netgate đã sử dụng tên miền opnsense.com với mục đích xấu để làm mất uy tín của OPNsense - một tường lửa nguồn mở cạnh tranh với pfSense, và buộc Netgate trả lại tên miền cho Deciso, nhà phát triển của OPNsense.

## Chức năng
VPN Server
Sẵn sàng cao (High Availability - HA)
Cân bằng tải (Load Balancing)
QoS (Traffic Shaping)
Cổng truy cập (Captive Portal)
Bảo mật toàn diện (UTM Device)
Tường lửa / định tuyến (Firewall / Router)
DNS / DHCP Server
Hệ thống phát hiện xâm nhập (Intrusion Detection System - IDS) / Hệ thống ngăn ngừa xâm nhập (Intrusion prevention system - IPS)
Transparent Caching Proxy
Lọc nội dung web
Và một số chức năng khác...